# Lemuel Fowler
Lemuel „Lem“ Fowler († 1963) war ein Pianist, Komponist und Bandleader des frühen Jazz und Blues.
Fowler nahm ab 1922 eine Reihe von Pianorollen (wie seine Komposition He May Be Your Man But He Comes to See Me Sometimes) und Schallplatten unter eigenem Namen für die Label Columbia und Edison Records auf, meist als Solist, aber auch als Leiter der beiden Formationen Fowler’s Washboard Wonders (mit Wilbur De Paris und dem Klarinettisten Percy Glascoe) und der Fowler’s Favorites. Mitte der 1920er Jahre fungierte er auch als Begleiter von Vokalisten wie Helen McDonald, Maggie Jones, Helen Baxter (alias Ellen Coleman), Edna Hicks, Sara Martin, Clara Smith, Mae Scott und George Williams. Danach trat er nicht mehr mit Aufnahmen in Erscheinung. Seine Aufnahmen sind auf dem Album Lem Fowler 1923–1927 (Document) erschienen.